# Pavlos Saltsidis
Pavlos Saltsidis –en griego, Παύλος Σαλτσίδης– (Salónica, 17 de julio de 1963) es un deportista griego que compitió en halterofilia.
Ganó una medalla de bronce en el Campeonato Mundial de Halterofilia de 1990 y una medalla de bronce en el Campeonato Europeo de Halterofilia de 1995. Participó en tres Juegos Olímpicos de Verano, ocupando el octavo lugar en Seúl 1988 (categoría de +110 kg), el octavo en Barcelona 1992 (110 kg) y el séptimo en Atlanta 1996 (+108 kg).

## Palmarés internacional
| Campeonato Mundial | Campeonato Mundial | Campeonato Mundial | Campeonato Mundial |
| Año                | Lugar              | Medalla            | Categoría          |
| ------------------ | ------------------ | ------------------ | ------------------ |
| 1990               | Budapest (Hungría) | Medalla de bronce  | 110 kg             |
| Campeonato Europeo |                    |                    |                    |
| Año                | Lugar              | Medalla            | Categoría          |
| 1995               | Varsovia (Polonia) | Medalla de bronce  | +108 kg            |